# 昨夜長風
《昨夜長風》是1994年香港愛情片，由林德祿導演，黃百鳴編劇，袁詠儀、劉青雲、林文龍、梅小惠和朱潔儀主演。

## 故事
賽明軍（袁詠儀 飾）早年被男友左思程（林文龍 飾）拋棄，幸得好友徐玉圓左開解，才可立下心意，將腹中子誕下，為養育幼子左嘉暉，多年來專注工作，終能於商界略有所成，賽任職的建煌集團在收購戰中被謝氏家族吞併，行政變動，竟重遇舊情人左思程，而左已貴為謝家愛婿，更變成賽的上司，左不念舊情，經常以職權向賽逼害。一次，賽因工與左妻適元交惡，左便籍詞欲令賽辭職，幸得獨子適文（劉青雲 飾）出現為賽解困……

## 角色
- 袁詠儀 飾 賽明軍
- 劉青雲 飾 謝適文
- 林文龍 飾 左思程
- 梅小惠 飾 徐玉圓
- 朱潔儀 飾 謝適意
- 左戎   飾 謝適元
- 白茵   飾 謝家二太
- 曾國禧
- 鍾景輝  飾 謝書琛
- 韋基舜  飾 韋總
- 陸劍明
- 陳月茹
- 許芬   飾 謝家大太太

## 外部連結
- 香港影庫上《昨夜長風》的資料（繁體中文）
- 豆瓣电影上《昨夜長風》的資料 （简体中文）
- 互联网电影数据库（IMDb）上《昨夜長風》的资料（英文）